# Wurmnacktschnecke

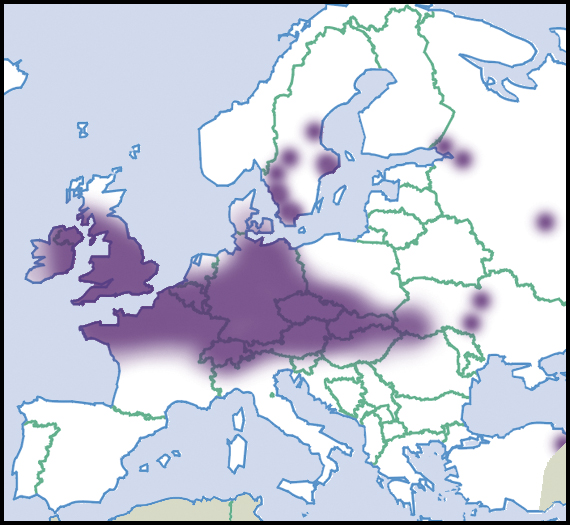
Das Verbreitungsgebiet der Wurmnacktschnecke in Europa.

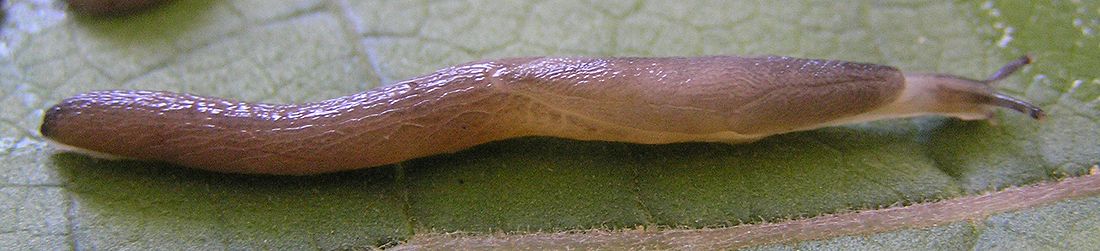
Eine ausgestreckte Wurmnacktschnecke

Die Wurmnacktschnecke (Boettgerilla pallens), auch Wurmschnegel genannt, ist die einzige mitteleuropäische Art der Wurmschnegel und von Westeuropa bis Westasien verbreitet. Sie wurde in zahlreiche andere Regionen eingeschleppt.

## Merkmale
Die Wurmnacktschnecke misst ausgestreckt 30–40 mm, selten auch bis 50 mm, die Breite des Körpers beträgt bis zu 3 mm. Sie ist hell weißlich bis grauweiß gefärbt, manchmal bläulich-grau, braungrau oder blassgelb. Die Sohle ist hellgelblich, der Schleim farblos. Meist sind Rücken und Kopf etwas dunkler als der Rest des Körpers, die Fühler sind dunkelgrau und der hintere Rückenbereich ist deutlich gekielt. Vor und hinter dem Atemloch befinden sich auf dem Mantel gebogene Rinnen. Insgesamt ist der Körper sehr schlank und bei Aktivität wurmförmig. Die innere Schale ist 1,5–3 mm lang und 1 mm breit.
Eine Verwechslung mit dem Dunklen Kielschnegel (Milax gagates) ist möglich, jedoch sind diese meist dunkel oder zumindest gelblich-bräunlich gefärbt, weniger schlank, der Mantelschild des Dunklen Kielschnegels ist am Ende gerundet und die innere Schale größer.

## Verbreitung und Lebensraum
Das Verbreitungsgebiet der Art zieht sich in Europa von Irland und Großbritannien und Frankreich im Westen bis nach Russland im Osten. Die nördlichsten Vorkommen liegen im Süden von Norwegen, Schweden, Finnland und Russland, die südlichsten Vorkommen in der südlichen Schweiz und im Norden Italiens. Das Verbreitungsgebiet ist jedoch lückenhaft, eine flächendeckende Verbreitung findet in Nordosteuropa nicht mehr statt. Außerhalb Europas gibt es auch Nachweise der Art aus der Türkei, dem Kaukasus, Tadschikistan und Westsibirien. Eingeschleppt wurde die Wurmnacktschnecke in Kanada (British Columbia, Neufundland, Quebec), den Vereinigten Staaten (Kalifornien und Oregon), Mexiko, Kolumbien und auf den Kanaren. In Deutschland ist die Art weit verbreitet, wird aber oft übersehen. Ursprünglich war die Art im westlichen Kaukasus verbreitet und wurde von hier erstbeschrieben, hat sich seit der Mitte des 20. Jahrhunderts aber zunehmend in Mitteleuropa ausgebreitet. Auch in den 1980er Jahren entdeckte Vorkommen auf der Halbinsel Krim gelten als möglicherweise autochthon, da die Art hier auch in naturnahen Wäldern vorkommt.
Besiedelt werden verschiedene Lebensräume. Gerne lebt die Art auch synanthrop in Gärten und Parks, aber auch in naturnahen Biotopen wie z. B. feuchten Wäldern oder Wiesen. Die Art gilt als euryök in Bezug auf den pH-Wert, Kalk- und Wassergehalt des Bodens. Im Kaukasus werden Höhen von bis zu 1750 m besiedelt, in der Schweiz Höhen von bis zu 1600 m, meist bleibt die Art aber unter 700 m.

## Lebensweise
Die lichtscheuen Tiere leben recht versteckt, man kann sie manchmal unter Steinen oder Totholz finden. Meist leben sie jedoch subterran (unterirdisch), in Tiefen von 2 bis 20, maximal 60 cm. Hier bewegen sie sich durch Lücken im Boden fort oder auch Gänge von Regenwürmern, wobei ihre Bewegungsweise selbst an die der Regenwürmer erinnert. Sie ernähren sich unter anderem von den Gelegen anderer Landlungenschnecken, beispielsweise der Wegschnecken, aber auch von Detritus, weichem Pflanzenmaterial oder Regenwurmkot. Die Zeit der Fortpflanzung und Eiablage ist je nach Region vom Spätsommer bis zum Herbst. Die Eier werden in Paketen von 1–6 Eiern 9–27 cm tief im Boden abgelegt. Die adulten Schnecken sterben kurze Zeit später. Der Schlupf der Jungtiere findet zwischen Oktober und Dezember statt. Im folgenden Frühling bis Frühsommer ändern sie ihre weiße Körperfarbe zu einer mit stärkerem Grauanteil.

## Gefährdung
Die Gefährdungssituation ist unklar, da zu wenig Daten vorliegen.

## Taxonomie
Ein Synonym der Art lautet Boettgerilla vermiformis Wiktor, 1959. Der Holotyp von Boettgerilla pallens stammt aus Abchasien.